# Црква Светог Николе у Призрену
Црква Светог Николе или Тутићева црква у Призрену је подигнута 1331/1332. године и налази се у центру данашњег града. Током марта 2004. године је оскрнављена и покушано је рушење од стране албанских екстремиста. Припада Епархији рашко-призренске Српске православне цркве и представља непокретно културно добро као споменик културе од изузетног значаја.

## Историјат цркве
Првобитна црква Светог Николе била је до темеља срушена, а потом су је бујице засуле песком и земљом. Обновљена је 1857. године, када је и проширена са северне, јужне и западне стране и препокривена дрвеним кровом, о чему је остављен натпис изнад улаза у цркву. Како је пцрква оплавом била затрпана крајем 18. века, 1857. године је обновљена благословом митрополита Мелетија, када су њени темељи откривени, приликом уређивања митрополитске баште. Проширена је и покривена дрвеним кровом, и о томе је над улом у цркву остављен натпис.
Њен ктитор је био властелин Драгослав Тутић, чије монашко име је било Никола, са супругом Белом, а касније је постала део властелинства манастира Високи Дечани. Сама грађевина је малих димензија, једнобродне основе, док су се у њеној унутрашњости очували трагови живописа. Радови на конзервацији и рестаурацији црквице, обављани су у периоду од 1967. до 1970. године. Република Србија ју је 1990. године прогласила за споменик културе од изузетног значаја и ставила под своју заштиту. Током Мартовског погрома над Србима 2004. године, црквица светог Николе је, попут Богородице Љевишке и других српских цркава у Призрену, спаљена и тешко оштећена. Током наредних године, на црквици су обављани радови да би се вратила у своје првобитно стање.

## Архитектура и живопис
Црква светог Николе је мала грађевина од камена и опеке, са основом једнобродне цркве, над којом се уздиже осмострана купола, реконструисана крајем седме деценије XX века. Олтарска апсида је полукружна, са нишама полукружног облика за ђаконикон и проскомидију. Камени ктиторски натпис је сачуван само делимично, али се, на основу преписа из XIX века, зна да је црквица подигнута 1331/1332. године.
Живопис у црквици је очуван у мањој мери, а претпоставља се да је настао непосредно након градње. На основу стила, распореда и тема сачуваних фресака, сматра се да их је насликала иста група зографа којима се приписују најстарији живопис призренске цркве светог Спаса и фреске у цркви светог Ђорђа у Речанима код Суве Реке, срушеној средином 1999. године. Ова група је највероватније урадила и две иконе:
- Богородице Одигитрије, која је била део иконостаса Богородице Љевишке, а данас се налази у Саборној цркви у Призрену
- двојна икона на којој су представљене Благовести и сусрет Јоакима и Ане, који су се налазили у Љубижданској цркви, а данас се чувају у београдском Народном музеју.

- Крштење Христово
- Крштење Христово, детаљ
- Св Димитрије Солунски
- Успење, детаљ
- Васкрсење Лазарево, детаљ
- Преображење Христово

## Мартовски напад и обнова
Током Мартовског погрома, са цркве је откинут оловни кров, уништени су прозори, а однета је и ограда око цркве. Унутрашњост цркве је запаљена и вандализована (у цркви су пронађени остаци канте за отпатке, ђубре и људски измет), тако да су остаци живописа и мермерне површине оштећене. Камени делови цркве су оштећени помоћу чекића, а на олтарској апсиди је плавим спрејем написан графит PDK, што је скраћеница Демократске партије Косова, чији је председник, некадашњи вођа ОВК, Хашим Тачи.

## Обнова цркве
Прва фаза поправки је изведена 2005. године и обухватила је постављање новог оловног крова, врата и прозора. Црквено двориште је очишћено, постављена је нова гвоздена ограда, поломљене подне плоче су замењена, а зидно камење и опеке који су претрпели оштећења су замењени или поправљени. У 2007. години су вршене поправке на унутрашњости цркве и уведене су електричне инсталације, да би током 2009. године били обављени рестаураторски радови на живопису црквице светог Николе.